# Antonie Ruset
Antonie Ruset, Roset ou Rosetti (né vers 1615 mort en 1686) est prince de Moldavie pendant trois ans, de novembre 1675 à novembre 1678. 
La monarchie est élective dans les principautés roumaines de Moldavie et de Valachie, comme en Transylvanie et en Pologne voisines. Le souverain (voïvode, hospodar ou domnitor selon les époques et les sources) est élu par (et souvent parmi) les boyards, puis agréé par les Ottomans : pour être nommé, régner et se maintenir, il s'appuie sur les partis de boyards et fréquemment sur les puissances voisines, habsbourgeoise, polonaise, russe et surtout turque, car jusqu'en 1859 les deux principautés sont vassales et tributaires de la « Sublime Porte ».

## Origine
Sa famille dont le nom est Rosetti ou Ruset, rejoint les phanariote aux XVIIe siècle et XVIIIe siècle. Il est le fils d'un certain Lascaris Ruset et de Bella, une fille d'Andronic Cantacuzène. C'est cette alliance qui lui permet d'occuper pendant trois ans le trône de Moldavie.

## Descendance
Antonie Ruset est le père de :
- Zafira, qui épouse Dimitrie Caragea, dont elle a Constantin, père du prince de Valachie, Nicolae Caragea.

- Ioan (mort en 1750), qui épouse Elena Mavrocordat dont naissent : 
  - Marie, épouse de Constantin Șuțu (Soutso) dont elle a Mihail Ier Șuțu (mort en 1803) prince de Valachie et de Moldavie.
  - Nicolae, mort après 1765 dont naissent :
    - Efrosina qui épouse Ion Giani, dont elle a :
      - Manole Giani Ruset (1715-1794) prince de Valachie de 1770 à 1771 et de Moldavie de 1788 à 1789.

## Note
1. ↑  Le candidat au trône devait ensuite "amortir ses investissements" par sa part sur les taxes et impôts, verser en outre le tribut aux Ottomans, payer ses mercenaires et s'enrichir néanmoins. Pour cela, un règne d'au moins six à huit mois était nécessaire, mais la "concurrence" était rude, certains princes ne parvenaient pas à se maintenir assez longtemps sur le trône, et devaient ré-essayer. Cela explique la brièveté de beaucoup de règnes, les règnes interrompus et repris, et parfois les règnes à plusieurs (co-princes). Celui qui ne parvenait pas à rembourser ses "investisseurs" et à verser le tribut dû, risquait sa vie, mais l'enjeu était si fructueux, que les candidats ne manquèrent jamais. Quant au gouvernement, il est assuré par le Mare Vornic (premier ministre), ses ministres (spatar-armée, vistiernic-finances, paharnic-économie, "postelnic"-justice, logofat-intérieur... approximativement) et par le Sfat domnesc (conseil des boyards).
Concernant le tribut aux Turcs, la vassalité des principautés roumaines envers l'Empire ottoman ne signifie pas, comme le montrent par erreur beaucoup de cartes historiques, qu'elles soient devenues des provinces turques et des pays musulmans. Seuls certains petits territoires moldaves et valaques sont devenus ottomans : en 1422 la Dobrogée au sud des bouches du Danube, en 1484 la Bessarabie alors dénommée Boudjak, au nord des bouches du Danube (ce nom ne désignait alors que les rives du Danube et de la mer Noire), en 1538 les rayas de Brăila alors dénommée Ibrahil et de Tighina alors dénommée Bender, et en 1713 la raya de Hotin. Le reste des principautés de Valachie et Moldavie (y compris la Moldavie entre Dniestr et Prut qui est appelée Bessarabie en 1812, lors de l'annexion russe) conservent leurs propres lois, leur religion orthodoxe, leurs boyards, princes, ministres, armées et autonomie politique (au point de se dresser plus d'une fois contre le Sultan ottoman). Les erreurs cartographiques et historiques sont dues à l'ignorance ou à des simplifications réductrices. Voir Gilles Veinstein et Mihnea Berindei : L'Empire ottoman et les pays roumains, EHESS, Paris, 1987.